# 吴晓光
吴晓光（1960年7月—），广东梅县人，中国舰船设计工程师。现任中国船舶集团有限公司副总经理。

## 生平
1982年本科毕业于武汉市华中工学院船舶设计与制造专业，同年进入701研究所（武汉船舶设计研究所、中国舰船研究设计中心）工作，历任一室助理工程师、工程师，总体科副科长、副主任、主任，701研究所副所长等职。2004年3月接替朱英富担任所长，承担国产航母设计工作。期间还担任国家航母工程副总设计师，参与辽宁舰的设计建造工作。2008年在职获得华中科技大学船舶与海洋结构物设计及制造专业博士学位。2017年10月，中国共产党第十九次全国代表大会上当选中国共产党第十九届中央委员会候补委员。2018年9月，任中国船舶重工集团有限公司副总经理、党组成员。2019年10月中国船舶工业集团有限公司与中国船舶重工集团有限公司合并后，继续担任中国船舶集团有限公司副总经理职务。

## 荣誉
- 全国先进工作者（2010年）[6]
- 全国五一劳动奖章（2006年度）[7]
- 湖北省劳动模范（2006年）[8]

## 出版物
- 吴晓光 (编). . 国防工业出版社. 2018. ISBN 9787118113846.
- 吴晓光 (编). . 国防工业出版社. 2018. ISBN 9787118113839.
- 吴晓光; 吴启锐 (编). . 国防工业出版社. 2015. ISBN 9787118099607.
- 肖千云; 吴晓光 (编). . 哈尔滨工程大学出版社. 2011. ISBN 9787811338263.
- 吴晓光 (编). . 航海类专业精品系列教材. 大连海事大学出版社. 2008. ISBN 9787563221332.